# Os Positivos

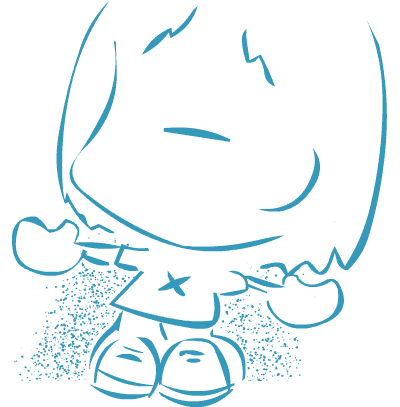
Xavier, a personagem principal dos Positivos

Os Positivos (também conhecidos por “P+”) são uma série de banda desenhada criada por Valter de Matos, de histórias geralmente depressivas ou negativistas, nas quais se assume um anarquismo primário de contestação a autoridades de qualquer tipo e uma militância específica pelos direitos dos animais através de acção directa. 

## Estilo
De traço simples e rápido, a preto e branco, o estilo é assumidamente cartoon, e destaca-se a singularidade de nenhuma das personagens possuírem olhos. O seu conteúdo é maioritariamente cínico, ofensivo, ou estranhamente pessoal, resultando numa combinação que o slogan da série resume como "Humor & Depressão".

## Formato
Os Positivos foram publicados em fanzine pela primeira vez em 1997, tendo posteriormente migrado para a web no formato webcomic. Atualmente publicados nos dois suportes, digital e papel, e os leitores são convidados a misturar fronteiras com microzines especiais de uma só página intitulados "Comix Guerrilla Warfare", deliberadamente concebidos para serem descarregados, impressos e espalhados por locais públicos.

## Publicações
Os Positivos dividem-se em três séries principais: "XXX -irritante" (1997-1998), "[D]eject" (2009 - 2013), e "...previously", todas publicadas no formato fanzine mas apenas as duas últimas disponíveis enquanto webcomics. Entre as séries algumas histórias foram publicadas na colecção "fanzzine" (2003) e posteriormente recolhidas num único volume (“Random", 2009). Durante a segunda série, os P+ publicaram "The Roadtrip" em três volumes (2010-2012), e depois destas surgiram os fanzines panfleto "Rewilding" (2014). Em 2020 publicaram a trilogia Marcos-Parcos-Fartos com conteúdos recolhidos do website.
| Data       | Fanzine                               |
| ---------- | ------------------------------------- |
| 1997-1999  | XXX-Irritante                         |
| 2003       | fanzzine                              |
| 2009       | Random                                |
| 2009       | [D]ejected (primeira série: #1 ao #4) |
| 2010       | The Roadtrip                          |
| 2011       | The Roadtrip#2                        |
| 2012       | The Roadtrip#3                        |
| 2013       | [D]ejected (segunda série: #5 ao #13) |
| 2013       | [D]ejected Omnibus                    |
| 2014       | Rewilding I, II, III                  |
| 2014-2018  | ...Previously (#1 - #14)              |
| ?-presente | Comix Guerrilla Warfare               |
| 2020       | Marcos 2020                           |
| 2020       | Parcos                                |
| 2020       | Fartos                                |
| 2021       | Lets Be Frank                         |

## "As Teses"
De 2016 em diante Os Positivos  assumem-se como um "fanzine do contra com cultura: uma outra cena de banda desenhada desalinhada desdenhada de propaganda punk veggie anti-nazi", regularmente publicando longos textos onde se registam tópicos no cruzamento desses temas com os media e cultura popular.